# چارلی گرندی
چارلی گرندی (انگلیسی: Charlie Grandy؛ زادهٔ ۵ مارس ۱۹۷۴) تهیه‌کننده تلویزیونی، و فیلم‌نامه‌نویس اهل ایالات متحده آمریکا است.